# La Haye-Malherbe
 La Haye-Malherbe  là một xã thuộc tỉnh Eure trong vùng Normandie miền bắc nước Pháp.